# Nyctiophylax sagax
Nyctiophylax sagax är en nattsländeart som beskrevs av Wolfram Mey 1995. Nyctiophylax sagax ingår i släktet Nyctiophylax och familjen fångstnätnattsländor. Inga underarter finns listade i Catalogue of Life.